# AgustaWestland AW119 Koala
O AgustaWestland AW119 Koala, também conhecido simplesmente por Koala, é um helicóptero utilitário de oito lugares, produzido pela Leonardo, desde 2016, com um único motor de turbina e produzido para o mercado civil. Introduzido como Agusta A119 Koala, antes da fusão da Agusta-Westland, é direcionado para operadores que favorecem os custos operacionais mais baixos de uma aeronave monomotor, em detrimento da redundância de um bimotor.
A partir de 2019, esta aeronave entrou ao serviço para substituir os obsoletos Alouette III da Força Aérea Portuguesa. Nos 2 primeiros anos de serviço, estas aeronaves já realizaram mais de 1729 missões e 2500 horas de voo.

## Variantes
- A119 - designação da versão original de produção
- AW119 - designação do A119 após a fusão da Agusta e da Westland Helicopters
  - AW119 Ke - versão aprimorada, com rotores reprojetados, maior carga útil e melhor eficiência de combustível. [5]
  - AW119 KXe - sucessor do modelo Ke, produzido na Filadélfia, EUA e Hyderabad, na Índia. [6] [7]
- TH-119 - variante de treino militar, oferecido à Marinha dos EUA para substituir a sua frota de helicópteros TH-57 Sea Ranger . Primeiro voo realizado em 20 de dezembro de 2018. [8]

## Especificações (AW119Kx)
Características gerais
- Tripulação: 1-2
- Capacidade: 6-7 passageiros ou 1,400 kg
- Comprimento: 12.92 m (42 ft 5 in)
- Altura: 3.60 m (11 ft 10 in)
- Peso (vazio): 1,483 kg (3,269 lb)
- Peso máx. à descolagem: 2,850 kg (6,283 lb)
- Capacidade de combustível: 
3-cell fuel system 605 l (160 US gal)
4-cell fuel system 711 l (188 US gal)
5-cell fuel system 870 l (230 US gal)
- Motor: 1 × Pratt & Whitney Canada PT6B-37A turboshaft engine, 747 kW (1,002 hp)
- Diámetro do rotor principal:  10.83 m (35 ft 6 in)
- Área do rotor principal: 92.1 m2 (991 sq ft)

Performance
- Velocidade cruzeiro: 244 km/h (152 mph, 132 kn)
- Velocidade máxima: 282 km/h (175 mph, 152 kn)
- Alcance: 954 km (593 mi, 515 nmi)
- Autonomia: 5 h 20 min
- Teto de serviço: 4,572 m (15,000 ft)
- Velocidade de elevação: 9.1 m/s (1,790 ft/min)